# Antoine Émaz
 (février 2023).
Antoine Émaz, né le 11 décembre 1955 à Paris et mort à Angers le 3 mars 2019, est un poète français.

## Biographie
Né Antoine Petit en 1955, il reçoit une éducation catholique, dans une famille nombreuse, puisque sa mère élève neuf enfants. Le grand-père maternel d'Antoine Émaz était menuisier dans l’Anjou, et ce travail de menuiserie est une des inspirations de sa poésie,. Son grand-père paternel gérait des terres agricoles. Au collège, Antoine Petit souhaite devenir médecin. Après une rencontre avec un professeur de français qui lui fait découvrir la littérature, il commence à écrire des poèmes. Il suit des études en classe préparatoire au lycée Henri-IV, puis à la Sorbonne, avant d'effectuer son service militaire et de se marier. Il passe le CAPES et l’agrégation de lettres modernes et devient enseignant.[réf. nécessaire] Il vit à Angers où il enseigne en collège puis en lycée. Son dernier poste est au lycée Henri Bergson, où il est professeur agrégé de lettres modernes et y mène une activité syndicale soutenue[réf. nécessaire]. Antoine Émaz a trois enfants.
En 1983, il publie son premier texte, « Carnet du mur, paroi », dans la revue Orion. Puis, c’est « Le Chant des pauvres » qui paraît dans Sud en 1986. C’est à ce moment-là qu’il choisit le pseudonyme d’Emptaz, qui deviendra Émaz. Paraissent ensuite plusieurs plaquettes, qui sont suivies de recueils, dont le premier, En deçà, est publié chez Fourbis en 1990. Antoine Émaz écrit des poèmes ainsi que des études littéraires sur André du Bouchet, Eugène Guillevic et Pierre Reverdy.
En 1995, il soutient une thèse de doctorat sur les notes de Pierre Reverdy, intitulée « Pierre Reverdy : étude des recueils de notes ».
Il meurt le 3 mars 2019 à Angers à l'âge de 63 ans, des suites d’un cancer,.

## Influences et situation dans le paysage et la vie poétiques

### Influences
Pierre Reverdy exerce une influence importante sur la poétique d’Émaz. Ce dernier a consacré une thèse aux notes du poète – au début de laquelle il reconnaît sa « dette » envers le poète et noteur, et qui fait suite à une maîtrise qu’il avait effectuée sur le même auteur. Comme l’a montré Michel Collot, cela se traduit par des convergences théoriques, mais aussi des rapprochements dans les pratiques d’écriture. Antoine Émaz remarque notamment chez Reverdy une certaine modestie dans l’écriture – c’est pour cette raison qu’il retient surtout sa première période – ainsi que son utilisation discrète de l’image considérant qu’il y a aussi chez lui « ces images invisibles » qu'André du Bouchet admirait. Il donne l’exemple de son poème « Mur paroi » : l’obstacle est ici la métaphore de diverses choses qui empêchent de passer, d’avancer. Mais à la lecture du poème, celle-ci n’est pas mise en exergue et paraît naturelle. Émaz affirme également, à propos des notes de Reverdy : « C’est une forme qui m’a marqué ; la pratique du carnet, de la note, de l’écriture discontinue me vient à la fois de Reverdy et des moralistes. »
André du Bouchet constitue, à la suite de Reverdy, un modèle fondamental pour Antoine Émaz, au point que sa découverte par le jeune poète a été paralysante, parce qu'il l’envisageait comme un modèle indépassable. D’André du Bouchet, Émaz souligne notamment « l’immensité du peu », et « tout une morale de l’attention» qu’il partage d’ailleurs avec Jean Follain et Reverdy. La prise de conscience de la difficulté qui résulte du décalage entre puissance de la sensation et impuissance de la langue se fait aussi par l’intermédiaire d'André du Bouchet. Ainsi, le rapport de tension entre réalité et langue, au cœur de la poétique de du Bouchet retient particulièrement Émaz. La mise à distance du sujet est également importante : Antoine Émaz cite régulièrement l’expression de du Bouchet, qu’il reprend à son compte « J’écris aussi loin que possible de moi ». On peut aussi les rapprocher sur la base de la présence insistante du blanc dans leurs deux œuvres, même si son sens est différent.
Antoine Émaz a également à plusieurs reprises mis l’accent sur sa fascination profonde pour l’œuvre d’Eugène Guillevic.

### Situation dans le paysage poétique contemporain
Antoine Émaz se tient à l’écart de la dichotomie littéralistes/néo-lyriques qui structure le paysage poétique français de la fin du XXe siècle,,,. Lors d’un entretien avec Jean-Michel Maulpoix, il se dit en « accord » avec la notion de « lyrisme critique », qui l’intéresse durablement. Il écrit, dans Flaques : « Le lyrisme, c’est le lié. Je suis un lyrique contrarié, plutôt du côté du heurt. »
Il a publié la majorité de son œuvre chez des éditeurs indépendants, notamment Unes, Tarabuste, les Petits Classiques du Grand Pirate, PAP ou Grames.
Il a collaboré à plusieurs livres d'artistes.

### Rôle dans la vie poétique de l'époque
Cette section ne s'appuie pas, ou pas assez, sur des sources secondaires ou tertiaires indépendantes du sujet.

Pour l'améliorer, ajoutez-en, ou placez des modèles {{Source secondaire souhaitée}} ou {{Source secondaire nécessaire}} sur les passages mal sourcés. (février 2023)
Antoine Émaz s'est investi dans la vie poétique de son temps, en collaborant à des revues, en publiant des notes de lectures et participant à des rencontres et lectures publiques, dans lesquelles il lit lui-même ses poèmes,. Il considère ces dernières comme l’occasion d’une approche que la lecture silencieuse et solitaire pourra ensuite transformer en rencontre plus profonde. Conscient que la poésie rencontre une médiatisation limitée, il ne s’en désespère pas et met plutôt en avant la qualité de l’écoute qu’elle reçoit, et considère que cette situation peut continuer ainsi durablement.
De mars 2009 à 2013, il a présidé la commission « poésie » du Centre national du livre. Il a été proche de poètes et poétesses : Jean-Michel Maulpoix - dont il a préfacé le recueil Une histoire de bleu chez Gallimard - Jean-Louis Giovannoni, Ludovic Degroote, James Sacré - dont il a préfacé le recueil Figures qui bougent un peu chez Gallimard -, Albane Gellé, Antonio Rodriguez ou Ariane Dreyfus par exemple.

## Style et conception de la poésie

### Un lien privilégié entre vivre et écrire
Les recueils poétiques d’Émaz témoignent d’une volonté de rendre compte du réel en restant proche de l’expérience. Il fait ainsi le vœu d’une interaction très étroite entre écrire et vivre, comme le témoigne son emploi récurrent de l’expression « écrire-vivre, » ou encore son affinité avec l’affirmation reverdienne, plusieurs fois citée « La poésie n’est pas un simple jeu de l’esprit.».
La poésie permet de « se tenir en face », de « résister », de « rester debout ». Sans proposer de leçon, la place de la morale est donc importante : il ne s’agit pas, pour James Sacré, de jugements, mais de « constats » ou d’ « interrogations ».
Antoine Émaz situe son travail « entre sensation, émotion, langue et mémoire ». Écrire un poème revient alors à « écrire une tension à l’intérieur d’un champ de forces, variables et mouvantes » dont les pôles sont ces quatre termes. Celui-ci met alors à distance le caractère réflexif : le poème n’est pas le lieu de la pensée.

### Une poésie du peu
L'écriture d'Antoine Émaz, qui refuse l’expansion lyrique, se présente, à première vue, comme très simple : dans cette poésie « du peu », « du moins» et du dénudement, d’une « sobriété radicale » le poète utilise un nombre restreint de mots, qu'il choisit courts.
Il revendique cette pauvreté, considérant que « [l]e poème parle toujours trop haut », ce que suggère encore le titre de son recueil Peu importe. Les mots d’au-delà de trois syllabes « pèsent trop, font trop de bruit », alors que les monosyllabes sont « des noyaux d’énergie ». Dominique Viart parle ainsi d’une « économie du verbe » avec une conscience particulière des « modesties de l’écriture », Emmanuel Laugier de « mots menus». Le lichen, présent dans deux titres de recueils de notes du poète, peut être une image de ce positionnement vis-à-vis de l'écriture. L’écriture n’est pas sacralisée par le poète qui fait vœu d’ « [e]ssorer le style », mais elle se présente au contraire comme une activité comme une autre, au plus près de la vie, ce que suggèrent les titres de ses recueils de notes Cambouis et Cuisine.
 

Cette place accordée à la platitude et cet accueil du prosaïsme du monde est la revendication d’une « éthique pour la poésie » : 
L’extraordinaire clinque ; vise le banal. 
Je n’interdis pas l’image, de quel droit le ferais-je ? La métaphore comme les autres figures. Tout cela fait partie de la boîte à outils. Ce que je critique, c’est le clinquant désorientant, le côté miroir aux alouettes que l’image peut prendre dès qu’on l’autonomise, qu’on la valorise pour elle-même. »
Parce que la description, construction littéraire, est refusée par le poète alors que l’expérience, elle, est vécue sans recul, les motifs banals ne sont jamais décrits, mais le poète procède par touches : le monde référentiel, comme l’écrit Michèle Monte, est reconstruit à partir de quelques indices.

Le poème ne vise pas à construire une figure d’auteur et les éléments biographiques sont tenus à l’écart : il écrit par exemple dans Lichen, lichen : « Poète : celui qui s’efface ». Tout événement, même apparemment insignifiant peut être un déclencheur à l’écriture. Il écrit :
Il n’y a ni thèmes choisis ni formes prévues ; tout se joue en même temps, d’un même mouvement, dans l’acte d’écrire en réponse à ce brusque manque d’air. Écrire un poème, c’est reprendre sa respiration contre ce qui nous l’a enlevée. Ensuite, c’est du travail. Enfin, et au mieux, c’est retrouver l’autre. » 
Le poème est ainsi « lieu commun », « zone du partageable » ce qui explique cette place fondamentale du quotidien.

### Vers et prose
Antoine Émaz a écrit des poèmes versifiés et en prose. Il met surtout en avant son souci premier de l’exactitude, de la nécessité et de la justesse de l’écriture qui prend le pas sur le souci de la beauté.

### Énonciation
La première personne du singulier est rarement présente dans les poèmes d'Antoine Émaz, celui-ci faisant montre d’une « véritable défiance » à l’égard du « je », ce recul lui permettant de tenter de « réduire l’effusion, le narcissisme ».
Les poèmes privilégient le « on », témoin de « l’effectivité du collectif dans la langue », façon de mettre en avant une communauté d’expérience et de mettre à distance la dimension personnelle, la subjectivité, le lyrisme sans toutefois les effacer complètement. La présence insistante des infinitifs, qui effacent le sujet, relève de la même démarche.

## Études et regards sur son œuvre
La Bibliothèque municipale d'Angers conserve le fonds d'archives littéraires de l'auteur, donné par l'auteur en 2018 et qui contient sa correspondance, des brouillons de ses œuvres et trente-sept carnets de notes littéraires, consultables sur place, sur autorisation des ayants droit.
Des poètes et critiques ont rendu hommage à l'homme et à l'œuvre.
La collection Présence de la poésie des éditions des Vanneaux a consacré un livre, dirigé par Matthieu Gosztola, à l'ensemble de son œuvre – poèmes, notes et photographies, en 2014[source secondaire souhaitée].
La revue Europe lui a consacré en mars 2015 un numéro, avec des contributions de Dominique Viart, Dominique Rabaté, Michel Collot, Antonio Rodriguez, Béatrice Bonhomme, Ludovic Degroote, Jean-Patrice Courtois, Emmanuel Laugier, Gérard Titus-Carmel, Lionel Destremau, Albane Gellé, Jean-Michel Maulpoix, Djamel Meskache et Matthieu Gosztola[source secondaire souhaitée].
Un premier colloque international a été consacré à son œuvre en 2008. Il s'est tenu à l'université de Pau et des pays de l'Adour et les actes du colloque ont été publiés la même année dans un supplément de la revue Triages. Un nouveau colloque international, intitulé « Antoine Émaz, l'épreuve élémentaire de soi » a eu en novembre 2022. Composé de deux volets, il s'est déroulé à Nanterre et Lausanne[source secondaire souhaitée].

### Anthologies
- De peu, Tarabuste, coll. « Reprises », 2014
- Sauf, Tarabuste, coll. « Reprises », 2011
- Caisse claire, Poèmes 1990-1997, dir. François-Marie Deyrolle, postface de Jean-Patrice Courtois, Éditions Points, coll. « Points poésie », 2006

### Revues
- Sous-sol, Scherzo nos 12-13, été 2001
- En fin seul, Le Nouveau Recueil, no 57, 2000
- Non, Gros textes, no 27, 2000
- Langue de personne, Propos de campagne, no 10, 2000
- Je ne, Ralentir travaux, no 17, 2000
- 12.05.99, Verso, no 100, 2000
- 27.05.99 et 2.05.99, Écrits du Nord, no 5, 2000
- Notes de travail, Prétexte, spécial anniversaire 5 ans, 1999
- 24.03.99 et 25.06.99, extraits, Aujourd'hui poème, no 6, 1999
- En fait, Quimper est poésie, oct 1999
- Sur l'erre, L'instant d'après, no 2, 1999
- Bribes, Rehauts, no 3, 1999
- Soir, 28.o6.98, Le Nouveau Recueil, no 50, 1999
- Poème, à plat, L'Animal, no 6, 1998
- Deux soirs, Le Nouveau Recueil, no 49, 1998
- Soirs I et II, Arpa, no 67, 1998
- Soir, 7.01.97, Quimper est poésie, no 24, 1998
- Sous le choc et Bout de souffle, Estuaires, no 35, 1998
- Suite grise, Cahiers du Refuge, no 68, 1998
- Trop, Le Monde, suppl. du 15 août 1998
- S'en sortir, Rehauts, no 1, 1998
- Point mort, Arpa, no 65, 1998
- Poètes crânes, Le Nouveau Recueil, no 46, 1998
- Boue, corps, Sud, no 118-119, 1997
- Au demeurant, Théodore Balmoral, no 25, 1996
- Boue, jours, Liberté, no 228, 1996
- Poème de tête, Écritures, no 8, 1996
- Boue, terre, travail, L'Odyssée, no 2, 1996
- Sans savoir par quel bout prendre, Triages, hors-série, 1996
- Poème, pays, Le Nouveau Recueil, no 39, 1996
- Temps dur / À plat, Ralentir travaux, no 5, 1996
- Pour peu, L'Animal, no 1, 1996
- 22 x 15,6, Jalouse pratique, no 14, 1995
- Poème, un passage, RBL, no 1-2, 1994
- Là / Encore / Après / Alors..., MOHS, no 2, 1994
- Poème, patience, Théodore Balmoral, no 18, 1994
- Couper court, Mai hors saison, no 13, 1994
- Entre sensation, émotion, langue et mémoire, entretien, Gare Maritime, no 1, 1994
- Poème, boue, La Mètis, no 10, 1993
- Pour faire un mur, Carnet d'Agésinate, II, 1993
- Poème, ça passe, Osiris, no 35, 1993
- Coupures, Archipel, no 6-7, 1993
- Poème, hiver, Théodore Balmoral, no 12-13, 1992
- Poème maigre, L'humanité, 31 janvier 1992
- Note biographique poème, Regart, no 10, 1991
- Il faut parler d'un étranglement, Matières no 25 / Verso no 64, 1991
- Il n'y a pas de rêve, Jungle, no 14, 1991
- Poème, un chemin, La Mètis, no 6, 1991
- Poème, jours, Poésie 9o, no 34, 1990
- Poème, La Mètis, no 3, 1990
- Trois poèmes, Théodore Balmoral, no 8, 1990
- Poème, un temps mort, Triages, no 1, 1990
- Poème de la confusion, La Mètis, no 1, 1990
- Poème, une langue de terre, Recueil, no 14, 1990
- La fin, les chiens, Limon, no 4, 1989
- Poème du ciel, Poésie 89, no 28, 1989
- Poème d'une vie étroite, Tout est suspect, no 7-8, 1989
- Chute, Cahiers du Schibboleth, no 10, 1988
- Poème de l'hébétude, Recueil, no 10, 1988
- La nuit devant..., Foldaan, no 8, 1987
- Un poème de la fin, Drailles, no 7-8, 1987
- Poème d'une mémoire muette, Polyphonies, no 5, 1987
- Le chant des pauvres, Sud, no 64-65, 1986
- Poème de la fatigue, L'ire des vents, no 11-12, 1985
- Poème de la masse Offset, no 11, 1985
- Carnet de Mur, paroi, Orion, no 3, 1983

### Enregistrements d'Antoine Émaz
- « Rencontre d'auteur à la bibliothèque de Toulouse », 2001. Voir en ligne.
- « Le Lieu commun du poème, Rencontres de la M.E.L. au Petit Palais », Entretien entre Antoine Émaz et Jean-Michel Maulpoix dans le cadre du séminaire « La Poésie, pour quoi faire ? », 02/10/2010. Écouter en ligne.
- « Antoine Émaz lit Cambouis », Bibliothèque universitaire d'Angers, 12/05/2011. Voir en ligne.
- « Antoine Émaz lit Jours », Bibliothèque universitaire d'Angers, 12/05/2011. Voir en ligne.
- « Lecture d'un fragment de Caisse Claire », Médiathèque de Gradignan, 16/03/2013. Voir en ligne.
- « Lawand et Antoine Emaz, Rencontre Galerie Art Espace 83 », 01/11/2013. Voir en ligne.

## Pour approfondir

#### Articles, entretiens et chapitres de livres
- Marie-Lise Gallon et  Antoine Émaz : « Entre sensation, émotion, langue et mémoire », Gare Maritime, n°1, 09/1994, p. 23-25.
- Chantal Collomb, « Antoine Émaz : le poème comme refus de l’informe », Prétexte, n°8, 1995, p. 11-14.
- Emmanuel Laugier et Antoine Émaz, « Les Mots menus d’Antoine Émaz », Le Matricule des anges, n°11, 15/03/1995, p. 18.
- Serge Martin, « Antoine Émaz ou le fond du poème », Le Français aujourd’hui, n°113, 1996, p. 122-126.
- Dominique Viart, « Gérard Titus-Carmel, Yves Peyré et Antoine Émaz », dans Littérature, n° 110, 1998, p. 49-60 Aperçu en ligne.
- Yves Charnet, « "Poème à hauteur d'homme" : Notes sur le "parler ras" d'Antoine Émaz », Contemporary French poetics, Amsterdam, Rodopi, 2002, p. 83-88.
- Emmanuel Laugier et Antoine Émaz, « Émaz, choses vues », Le Matricule des anges, n°38, 03/2002, p. 42-43.
- Joël Glaziou, « Lire Antoine Émaz... », Le Jardin d'essai, n°25, printemps 2002, p. 6-8.
- Valéry Hugotte, « "Là où il ne faut pas" : le geste minime obstiné d’Antoine Émaz », Singularités du sujet, huit études sur la poésie contemporaine (dir. Lionel Destremau et Emmanuel Laugier), Paris, Prétexte édition, 2002, p. 40-52.
- Pierre Chappuis, « L'expression la plus sobre », Tracés d'incertitude, Paris, José Corti, 2003, p. 305-308.
- Pierre-Yves Soucy, « Atteindre le plus discret. Sur la poésie d'Antoine Émaz », L'Étrangère, n°4/5, 10/2003, p. 367-375
- Franck Villain, « Part commune, lieu commun, la force-forme du poème », Quel autre ? L'altérité en question (dir. Pierre Ouellet et Simon Harel), Québec, VLB éditeur, 2007, p. 177-195.
- Jacqueline Michel, « Antoine Émaz : une poésie du refus ? », La Réticence dans des écritures poétiques et romanesques contemporaines (dir. Jacqueline Michel et Marlena Braester), Bucarest, EST éditeur, 2007, p. 49-56.
- Évelyne Lloze, « Le Peu importe d’Antoine Émaz », L'Art du Peu, Actes du colloque de Metz de 2004 (dir. Christine Dupouy), Paris, L'Harmattan, 2008, p. 235-246.
- Monique Gallarotti-Crivelli, « L’Énonciation dans le lyrisme minimal d’Antoine Émaz », Poésie contemporaine et tensions de l’identification : de 1985 à nos jours (dir. Antonio Rodriguez), Lausanne, Archipel, 2008, p. 59-80.
- Maxime Pierre, « "On" est un autre : redéfinition de l’énonciation poétique dans la poésie d’Antoine Émaz », Présences du sujet dans la poésie française contemporaine (1980-2008). Figurations, configurations et postures énonciatives (dir. Elisa Bricco), Publications de l’Université de Saint-Étienne, Saint-Étienne, 2012, p. 51-60.
- Régis Lefort, « Antoine Émaz, Un art de l'écorché », Étude sur la poésie contemporaine, Des affleurements du réel à une philosophie du vivre, Paris, Classiques Garnier, 2014, p. 219-237.
- Michèle Monte, « L’éthos en poésie contemporaine : le cas de James Sacré et d’Antoine Émaz », dans Babel, n° 34, 2016, p. 257-281 Lire en ligne.
- Irati Fernández Erquicia, « Antoine Émaz : le lyrisme de la sobriété », Çédille, n°15, 04/2019, p. 139-165.
- Isabelle Lévesque, « L'art poétique selon Antoine Émaz », Quinzaines, n° 1212, 01/04/2019, p. 20-21.
- Michel Collot, « Épiphanies », Po&sie, n°172-173, 2020, p. 17-22.
- Jean-Patrice Courtois, « La grammaire démocratique d’Antoine Émaz », Po&sie, n°172-173, 2020, p. 23-26.
- Laure Sauvage, « "Devenir lierre" : le "Poème du mur" d’Antoine Émaz (En deçà, 1990) », Le Seuil, Actes du colloque international d'Iași, 2022, p. 57-70.
- Serge Martin, « Antoine Émaz, toute l’énergie du petit… et des petits », Voix et relation, 16/11/2022. Lire en ligne
- Emmanuel Laugier, « Frères qui après nous vivez... », Le Matricule des anges, n° 240, 02/2023, p. 44.
- Emmanuel Laugier, « Pour partir en fin », Esprit 2023/4, p. 122-124.